# Волков Михайло Васильович
Во́лков Миха́йло Васи́льович (рос. Волков Михаил Васильевич, нар. 25 березня 1895 — пом. 23 червня 1969) — радянський військовий діяч часів Другої світової війни, генерал-лейтенант танкових військ (1943).

## Біографія
Народився 25 березня 1895 року в місті Нижній Новгород. Росіянин.

### В імператорській армії
У травні 1916 року призваний до російської імператорської армії і направлений до 2-ї Петергофської школи прапорщиків. Після закінчення школи у вересні 1916 року проходив військову службу в 62-му запасному полку (м. Нижній Новгород) на посадах молодшого офіцера роти, виборного командира роти.
У квітні 1917 року направлений на Західний фронт, де в складі лейб-гвардії Фінляндського полку брав участь в боях під Мінськом і Тернополем. У червні 1917 року був поранений та евакуйований до Нижнього Новгорода. У грудні 1917 року демобілізований.

### В лавах Червоної Армії
В лавах Червоної Армії з травня 1919 року. Займав посади командира роти у 1-му та 9-му Приволзьких полках, начальника господарської команди 10-го Приволзького полку, а з травня 1920 року — начальник господарської команди 80-х піхотних кулеметних командирських курсів в м. Борисоглєбську. На цій посаді брав участь у придушенні селянського повстання у Тамбовській губернії. Після низки господарських посад у 1925 році екстерном закінчує Московську піхотну школу.
З травня 1928 року — командир батальйону 52-го стрілецького полку 18-ї стрілецької дивізії, а з серпня того ж року — командир батальйону, згодом начальник штаба, тво командира полку в 50-му стрілецькому полку 17-ї стрілецької дивізії Московського ВО.
У 1935 році закінчив заочний факультет Військової академії РСЧА імені М. В. Фрунзе і в травні того ж року призначений начальником 1-го відділення штабу 17-ї стрілецької дивізії.
У травні 1937 року звільнений в запас за статтею 43, пункт «б». Наприкінці 1938 року повторно призваний до РСЧА і призначений помічником начальника штабу 77-ї Азербайджанської гірсько-стрілецької дивізії імені Серго Орджонікідзе Закавказького ВО.
З лютого 1940 року — начальник штабу 63-ї гірсько-стрілецької дивізії, з червня — начальник 2-го відділу штабу Закавказького ВО, з листопада — начальник відділу бойової підготовки штабу Закавказького ВО.

### Радянсько-німецька війна
У серпні 1941 року призначений командиром 77-ї гірсько-стрілецької дивізії 44-ї армії Північно-Кавказького фронту. Під його командуванням дивізія брала участь в Керченсько-Феодосійській десантній операції, в обороні Керченського і Таманського півостровів.
13 травня 1942 року присвоєно військове звання «генерал-майор».
З червня 1942 року — на навчанні у Вищій військовій академії ім. К. Є. Ворошилова.
В листопаді 1942 року призначається командиром новоствореного 5-го механізованого корпусу. Корпус брав участь в боях у складі 33-ї,9-ї гвардійської, 53-ї армій, а також 2-ї та 6-ї гвардійських танкових армій на Сталінградському, Брянському, Західному, 2-гу і 3-тю Українських фронтах.
5 листопада 1943 року М. В. Волкову присвоєно військове звання «генерал-лейтенант танкових військ».
Частини корпусу під командуванням М. В. Волкова успішно діяли при проведенні Смоленсько-Рославльської, Умансько-Ботошанської наступальних операцій, при визволенні міст Могилів-Подільський і Бельці. За відзнаку при форсуванні річки Дністер, взяття міста Бельці й вихід на державний кордон СРСР 5-му механізованому корпусу було присвоєно почесне найменування «Дністровський», а генерал-лейтенант М. В. Волков нагороджений орденом Суворова 2-го ступеня.
В ході Яссько-Кишинівської наступальної операції корпус відзначився при визволенні міста Римніку-Серат, за що отримав почесне найменування «Римнікський» й був перейменований у 9-й гвардійський механізований корпус.
В подальшому М. В. Волков вдало командував корпусом в ході Віденської, Братиславсько-Брновської та Празької наступальних операцій, за що корпус було нагороджено орденами Червоного Прапора і Кутузова 2-го ступеня.

### Радянсько-японська війна
Після перемоги над Німеччиною, 9-й гвардійський механізований корпус генерал-лейтенанта танкових військ М. В. Волкова брав участь в радянсько-японській війні у складі 6-ї гвардійської танкової армії Забайкальського фронту. В ході проведення Хінгано-Мукденської наступальної операції з'єднання корпусу здійснили перехід через Великий Хінган, вийшли до міста Шеньян і перерізали шляхи відступу головним силам Квантунської армії. Після того, як 22 серпня 1945 року противник перестав чинити опір, корпус вийшов до Ляодунської затоки й брав участь у звільненні міста Люйшунь.

### Повоєнний час
Після війни продовжував командувати корпусом у Забайкальсько-Амурському ВО, а після його реформування в грудні 1945 року — 9-ю гвардійською механізованою дивізією.
З січня 1948 року — помічник командуючого 5-ю гвардійською механізованою армією Білоруського ВО.
З квітня 1949 року — на навчанні у Вищій воєнній академії імені К. Є. Ворошилова.
З грудня 1950 року — заступник начальника управління бойової підготовки БТ і МВ Радянської Армії (з січня 1954 року — Головне управління бойової підготовки БТ і МВ).
З серпня 1957 року — начальник воєнної кафедри Всесоюзного державного інституту кінематографії.
У серпні 1959 року вийшов у відставку.
Помер 23 червня 1969 року в Москві.

## Нагороди
- Орден Леніна;
- Чотири ордени Червоного Прапора;
- Орден Кутузова 1-го ступеня (28.04.1945);
- Три ордени Суворова 2-го ступеня;
- Медалі.